# Rodez
Rodez (francês [ʀodɛs]; occitano rodés [ruˈðes]) é uma cidade e comuna ao sul da França, no noroeste de Toulouse. É onde se situa a prefeitura do departamento de Aveyron na região Occitânia, a sede de Rodez Agglomération, e a sede do Conselho departamental do Aveyron. Antiga capital do Rouergue, a cidade contém a diocese de Rodez e Vabres.
O gentílico dos seus habitantes é ruthénois em francês, do povo dos Rutenas que lá habitavam. Sua economia é tradicionalmente baseada no comércio agricultor.

## Geografia

### Fronteiras
Rodez partilha fronteiras com cinco comunas:
- Ao Norte, Onet-le-Château
- Ao Oeste, Druelle Balsac
- Ao Sudoeste, Olemps
- Ao Sul, Monastère
- Ao Sudeste, Sainte-Radegonde

### Localização
Situada no sudoeste da França, no centro do triangulo formado por Toulouse, Clermont-Ferrand e Montpellier, ao oeste do Massivo central, a cidade rutena encontra-se entre os vales e altas planicies dos Grands Causses e as colinas humidas du Ségala. Ela se estende a volta de Rodez Agglomération, comunidade d'aglomeração de 55 000 habitantes.

## Personalidades
- Ver Biografias de personalidades notórias nascidas em Rodez

## Educação
- Institut national universitaire Jean-François Champollion